# Mirceștii în pastel
Mirceștii în pastel este un film românesc din 1964 regizat de Radu Hangu.